# CREO (Tucumán)
CREO Tucumán es un partido político argentino creado en 2020 en la Provincia de Tucumán.
Liderado por el dirigente de la Sociedad Rural Tucumán Sebastián Murga, impulsado por el republicanismo y que rápidamente tejió alianzas con Roberto Antonio Sánchez de cara a las Elecciones legislativas de Argentina de 2021 logrando que el partido en sus primeras elecciones consiga un puesto de diputado en el congreso nacional.

## Historia
Las raíces del partido se remontan a su líder Sebastián Murga presidente de la Sociedad Rural Tucumán que consiguió que un amplio sector de la Sociedad Agraria se uniera a su causa. Entre los referentes iniciales estaba Paula Omodeo, en el contexto de las Elecciones primarias de Argentina de 2023 se unió a Roberto Sánchez en las internas de la lista de diputados por Tucumán de Juntos por el Cambio, consiguiendo ganarla frente a sus dos listas competidoras. Al final de la campaña cosecharon 2 puestos de diputados, uno para Roberto Sánchez de la Unión Cívica Radical y otro para Omodeo. En las Elecciones provinciales de Tucumán de 2023 no obtuvieron ningún escaño al sacar un 1,62%.